# Temple expiatoire du Sacré-Cœur de Jésus
Pour les articles homonymes, voir Sacré-Cœur (homonymie).
Le temple expiatoire du Sacré-Cœur de Jésus (en catalan : Temple Expiatori del Sagrat Cor de Jesús) est une église située sur le mont Tibidabo, à Barcelone. Elle est l'oeuvre de l'architecte Enric Sagnier et terminée par son fils Josep Maria Sagnier i Vidal. De style historiciste et inspiré du Sacré-Cœur de Paris, l'édifice combine des éléments néo-byzantins, néo-romans et néo-gothiques. Sa construction s'est prolongée de 1902 à 1961.
L'édifice est inscrit comme Bien Culturel d'Intérêt Local (BCIL) dans le Recensement du Patrimoine Culturel catalan.

## Histoire
La montagne du Tibidabo appartient à la sierra de Collserola et est le point le plus élevé de la ville de Barcelone (516 m). Son nom provient d'une citation biblique: haec omnia tibi dabo si cadens adoraveris me, « je te donnerai tout si te prosternes devant moi pour m'adorer » (Matthieu 4,9). La colline a été urbanisée aux débuts du XXe siècle sur l'initiative du docteur Salvador Andreu, avec une ample avenue qui unissait l'avenue de San Gervasi avec la montagne, qui était occupée par des maisons du style des cités-jardins anglaises. Pour le transport il a été installé un tramway dans l'avenue et un funiculaire pour accéder en haut de la montagne (1901), où a été érigé postérieurement le Parc d'Attractions du Tibidabo. En raison de sa hauteur le temple est visible depuis n'importe quel point de Barcelone, ce qui en fait un élément essentiel du panorama urbain barcelonais.
L'idée de bâtir un temple en haut de la montagne du Tibidabo a surgi à la fin du XIXe siècle devant les rumeurs sur la construction d'un temple protestant et un hôtel-casino, c'est pourquoi une « Junte de Cavaliers Catholiques » a acquis la propriété du terrain. A alors surgi l'idée de bâtir un temple consacré au Sacré-Cœur de Jésus, une invocation à la mode à l'époque grâce à l'impulsion du pape Léon XIII, suivant la ligne du temple bâti à Rome par Jean Bosco (Sacro Cuore di Gesù), ainsi que du fameux Sacré-Cœur de Paris et d'autres églises homonymes françaises, comme les basiliques de Lyon et Marseille.
En 1886 a d'abord été construit un petit ermitage néo-gothique, inauguré le 3 juillet, promu par les salésiens, la congrégation fondée par Bosco. Deux ans plus tard, avec motif de la visite de la reine María Cristina à la montagne pour célébrer l'Exposition Universelle de 1888, la route de Vallvidrera s'est urbanisée et au côté de l'ermitage un pavillon d'inspiration mudéjar a été édifié, qui sera ensuite démoli.
Le projet de construction du temple a souffert un important délai dû surtout à l'apparition d'un nouveau projet pour bâtir un observatoire astronomique au sommet du Tibidabo, qui a été réalisé sur une colline proche (Observatoire Fabra). Enfin, le 28 décembre 1902 a été posée la première pierre par l'évêque de Barcelone, Salvador Casañas i Pagés, qui dans son discours a demandé une aumône pour le « nouveau Montmartre de Barcelone » - en allusion à la fameuse colline parisienne où se trouve le Sacré-Cœur. Les travaux se sont prolongés jusqu'en 1961 et ont été terminés par Josep Maria Sagnier, fils de l'auteur du projet, Enric Sagnier.
Enric Sagnier a été un auteur prolifique, vraisemblablement l'architecte d'un nombre important de constructions à Barcelone, près 300 bâtiments documentés. Sa principale source d'inspiration a été l'architecture médiévale, surtout romane et gothique.
Au XXIIe Congrès Eucharistique International célébré à Madrid en 1911 le Sacré-Cœur du Tibidabo a été nommé Temple National Expiatoire de l'Espagne. Il a souvent été signalé la confrontation entre son idéal nationaliste espagnol face au catalanisme représenté par le temple expiatoire de la Sagrada Familia d'Antoni Gaudí.
Le 29 octobre 1961 le temple a reçu le titre de basilique mineure, attribué par le pape Jean XXIII.

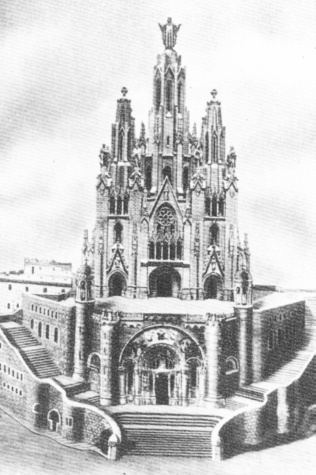
Maquette du temple
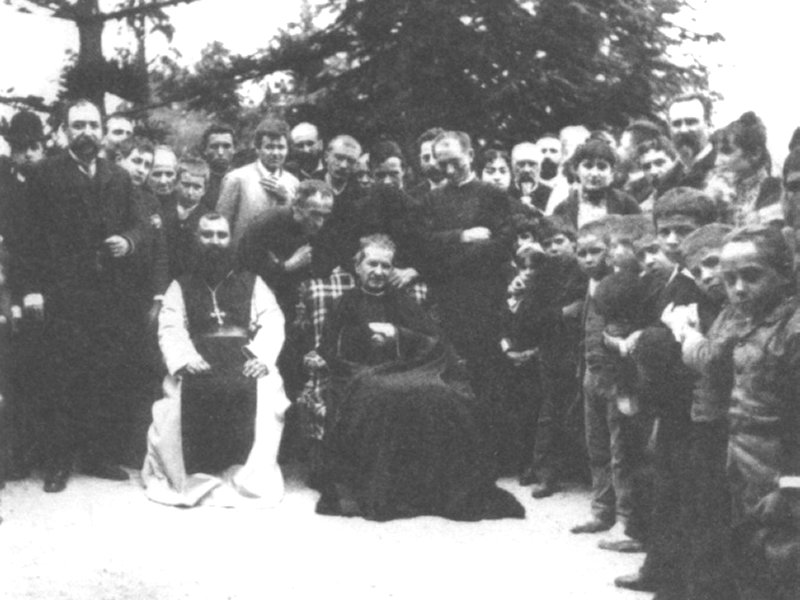
Saint Jean Bosco en visite à Barcelone en 1886
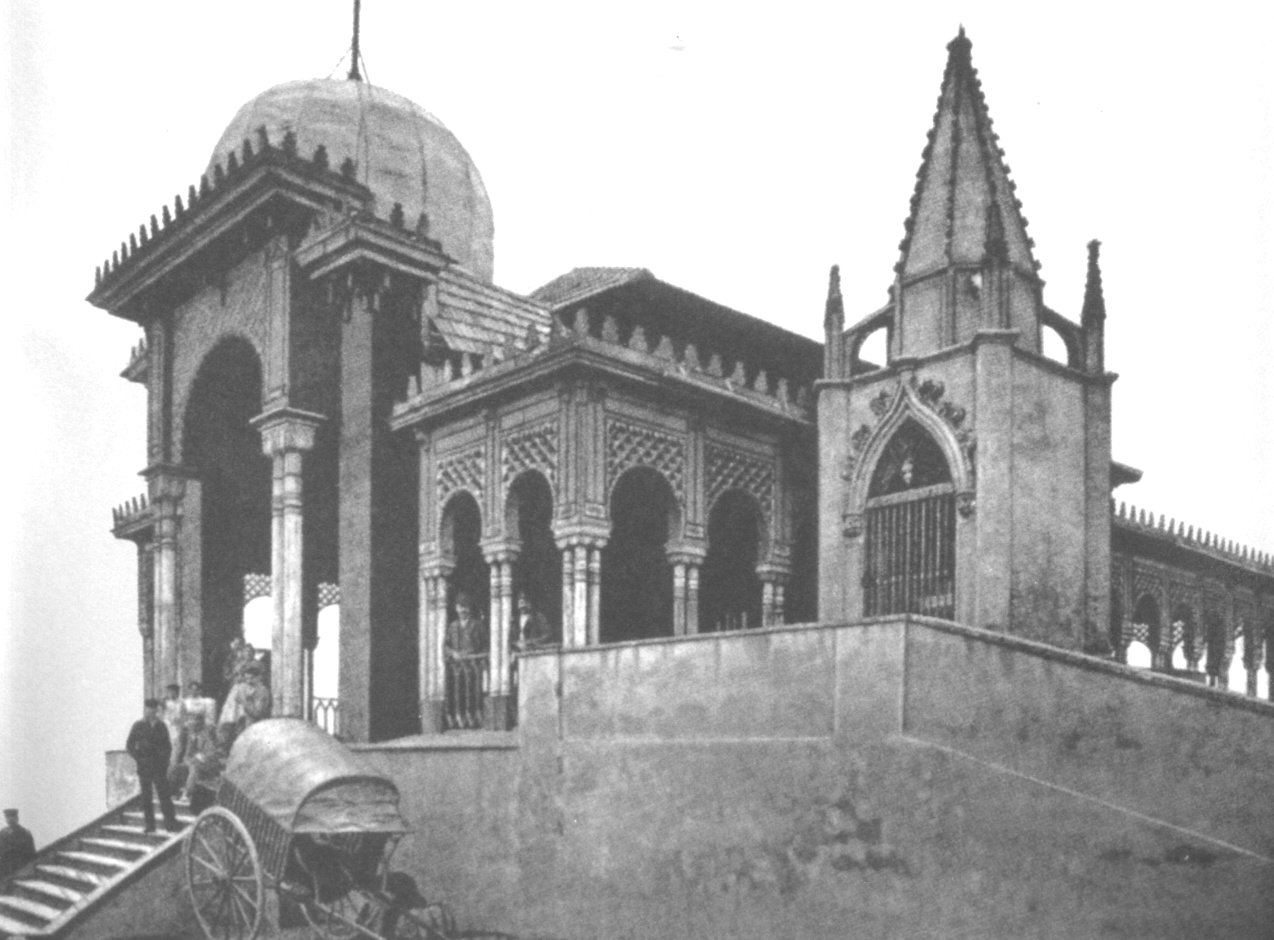
Pavillon mudéjar pour l'Exposition Universelle de 1888
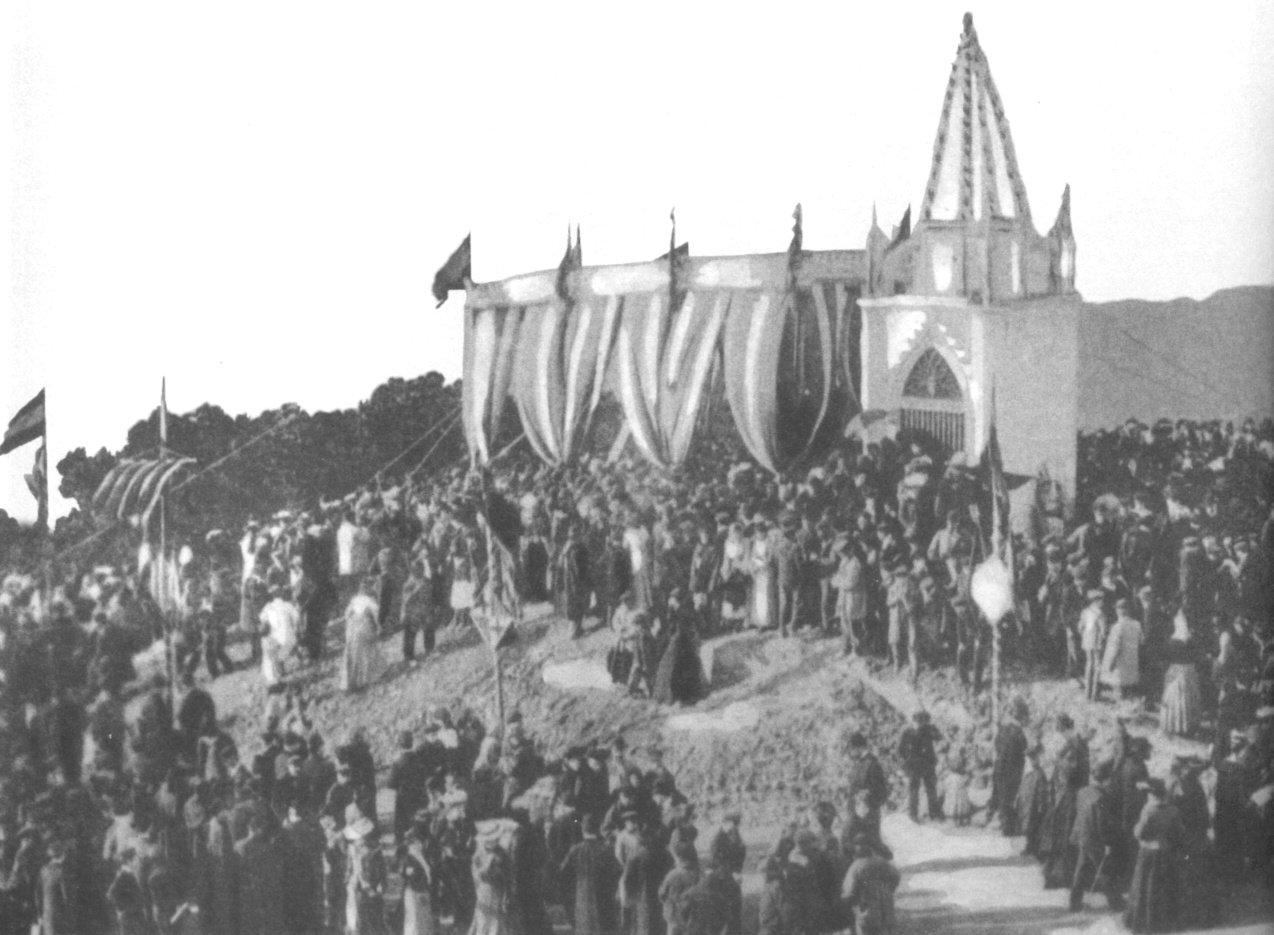
Pose de la première pierre le 28 décembre 1902
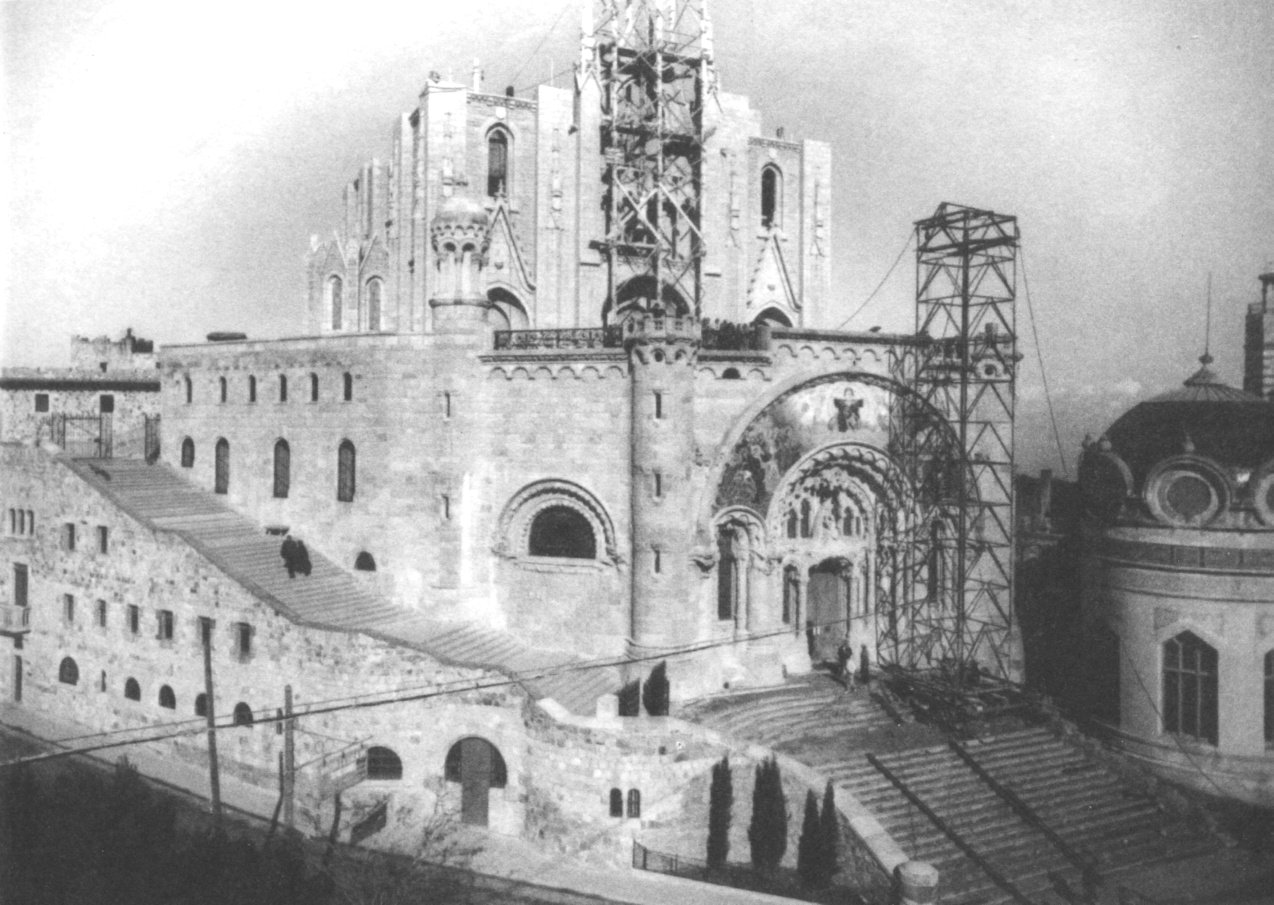
Le Sacré-Cœur en 1931
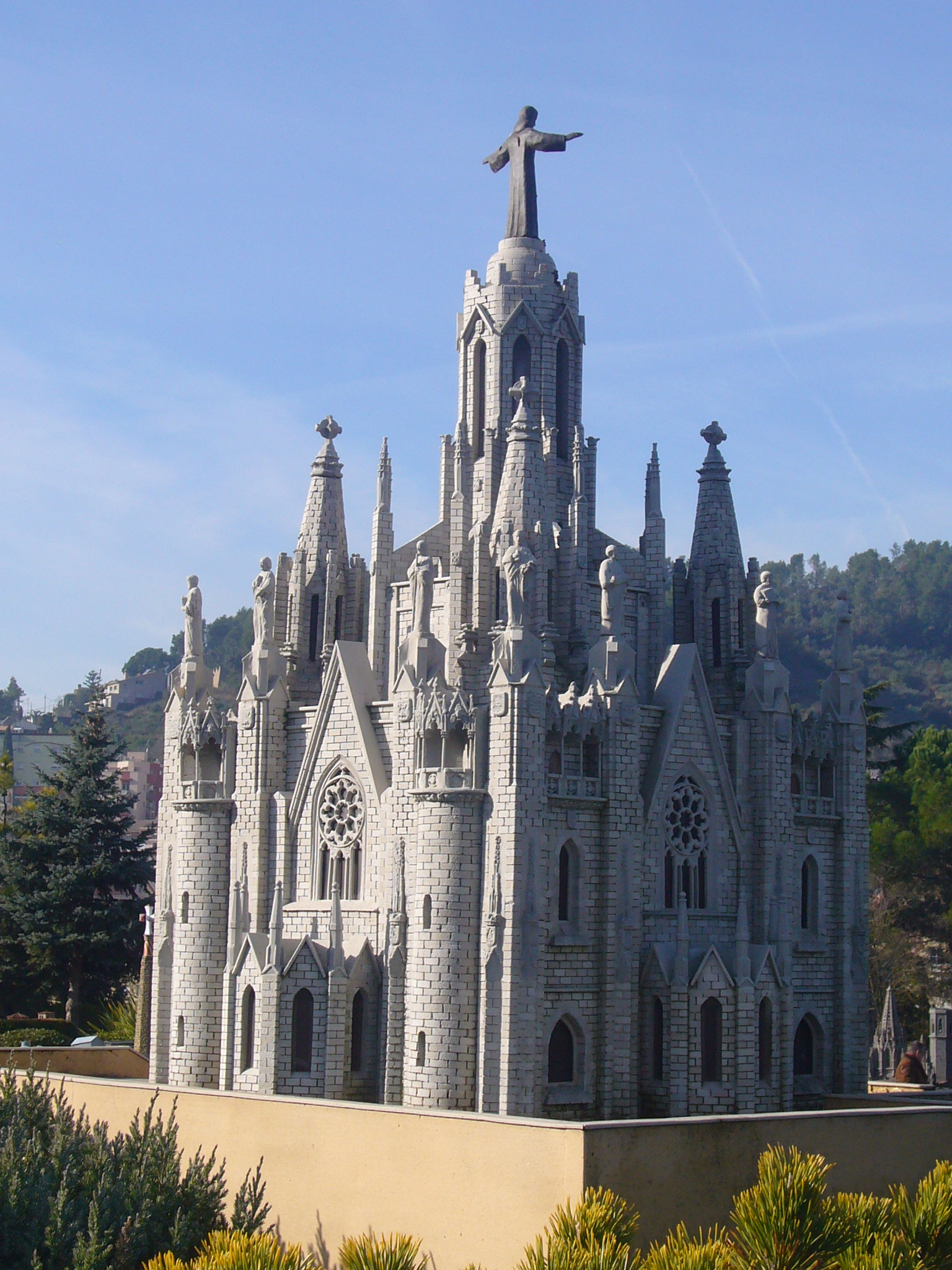
Maquette du temple dans le parc Catalunya en Miniatura.

## Le temple

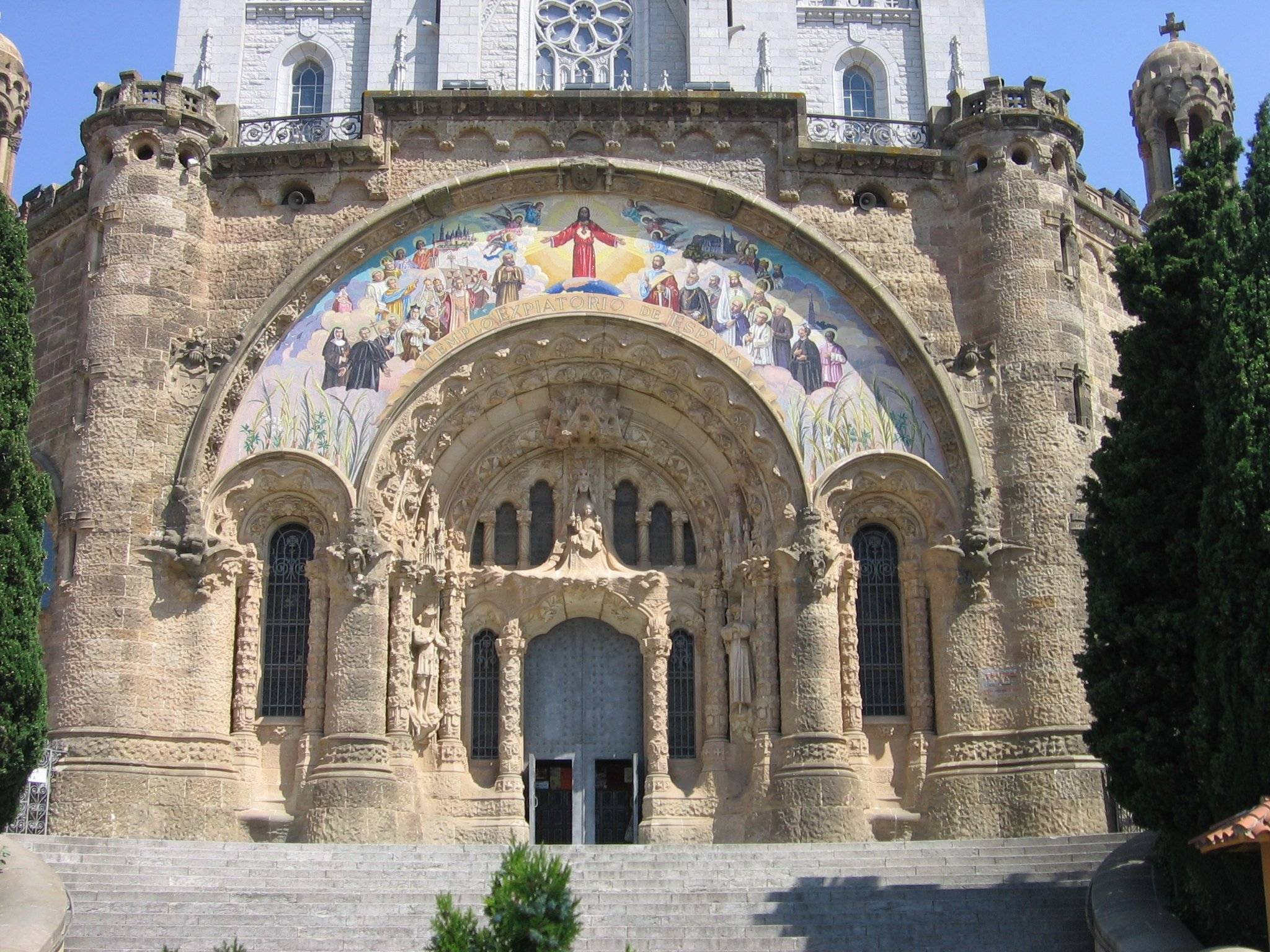
Portique de la crypte

L'aspect extérieur du temple est une enceinte entourée de murailles fortifiées de pierre de Montjuïc coiffé par un monumental temple néogothique avec un double escalier. L'ensemble est formé par une crypte inférieure et l'église supérieure, avec plan central avec dôme sur huit colonnes. L'ensemble se base sur un style roman combiné avec le temple d'élévation gothique, surmonté d'un dôme couronné avec l'image du Sacré-Cœur, œuvre initiale de Frederic Marès détruite en 1936 et substituée par une autre de Josep Miret, de 1950. Adossé au temple subsiste l'ermitage bâti en 1886, une construction néo-gothique de huit mètres de hauteur. L'intérieur comporte un autel avec une image du Sacré-Cœur de Jésus.

### Crypte

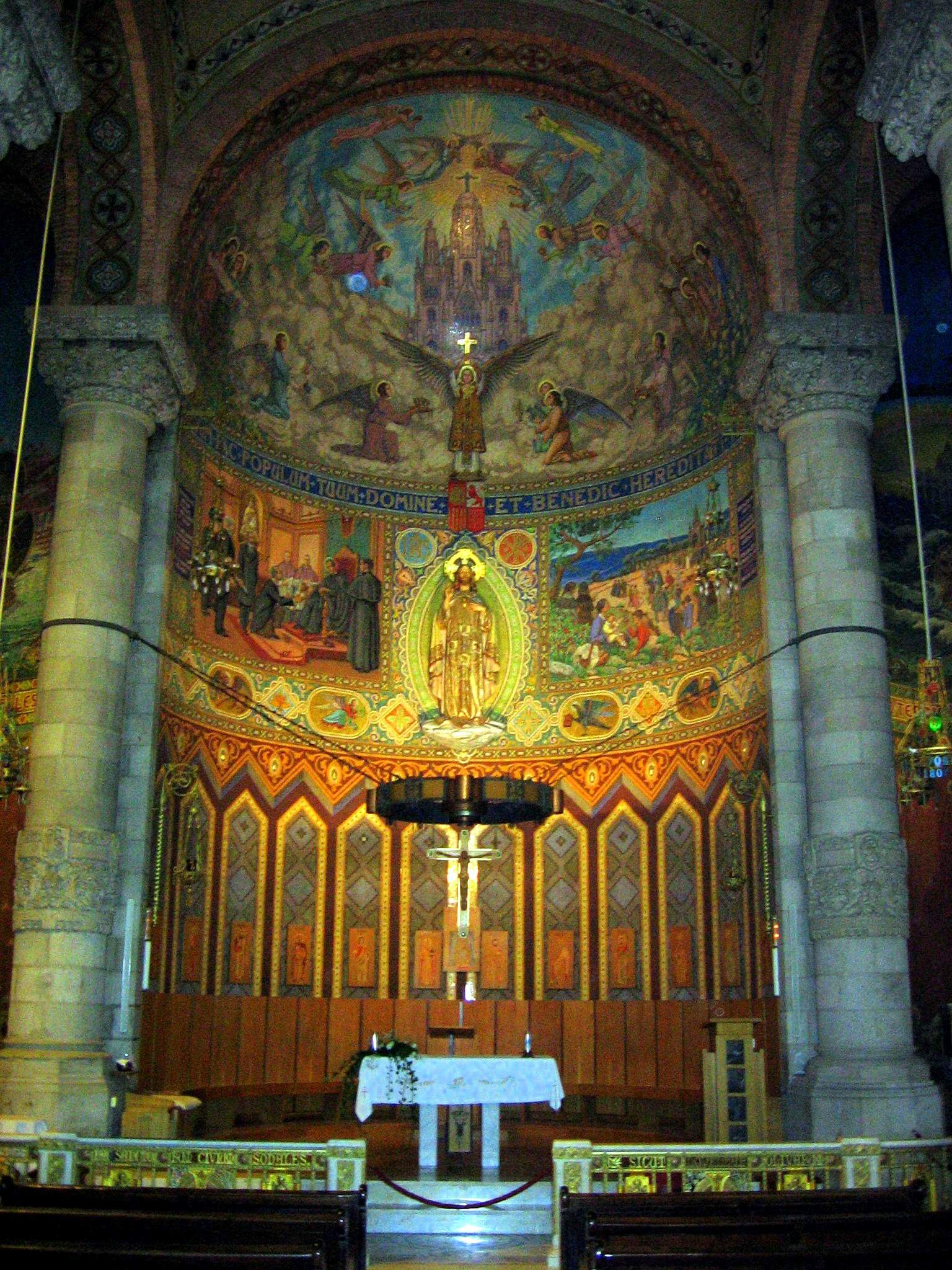
Intérieur de la crypte

La crypte a été bâtie entre 1903 et 1911 - et a été inaugurée le 18 juin 1911 - dans un style néo-byzantin, avec un décor proche du modernisme. La façade présente un tympan richement ornementé, avec des sculptures de Eusebi Arnau représentant la Vierge de la Merced, Saint Georges et Saint Jacques, patrons respectifs de Barcelone, de la Catalogne et de l'Espagne.
Depuis la crypte on accède à une chapelle consacrée à l'Adoration Perpétuelle, excavée dans la même montagne à la fin des années 1940, formée de trois nefs divisés par des colonnes. L'intérieur est ornementé de marbres et mosaïques sur le pavement et des peintures de Miquel Farré sur les murs, réalisées entre 1947 et 1949. L'église est couronnée par l'énorme statue en bronze du Sacré Cœur faite par Josep Miret en 1950 en remplacement de l'original de Frederic Marès de 1935, détruite au début de la Guerre d'Espagne, en 1936. Le sens ascensionnel depuis la crypte, en passant par le temple jusqu'à la sculpture, reflète l'ascension et la purification de la condition humaine par l'intermédiaire du sacrifice et l'expiation.

### Église

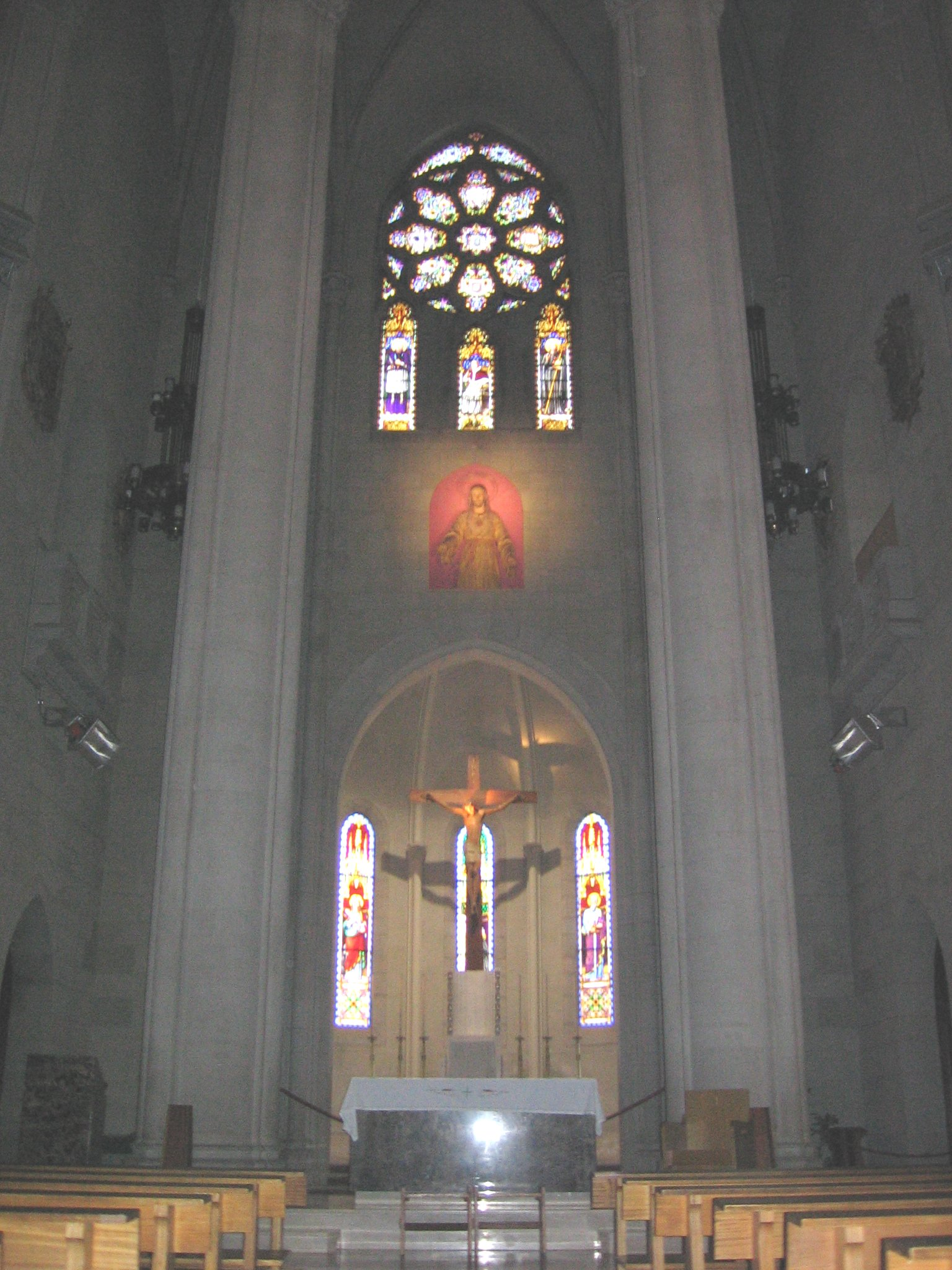
Intérieur du temple

Le temple supérieur a été bâti entre 1915 et 1951. Les travaux se poursuivront avec la finalisation des tours jusqu'en 1961.
Les vitraux des quatre tours contiennent la phrase latine tibi dabo (« te donnerai »), pour le nom de la montagne. Les vitraux des quatre façades sont consacrées à saint François de Sales, Pie XI, Ignace de Loyola, saint François Xavier, Pie IX, sainte Rose de Lima, Léon XIII et Pie XII. Les huit vitraux du dôme représentent des scènes de la vie de Jésus.

### Sculpture du Sacré-Cœur
La sculpture originale a été élaborée par Frederic Marès entre 1934 et 1935, et a été placée dans une terrasse du temple le 3 février 1935. Elle avait 8 mètres de hauteur, ce qui à l'époque en faisait la sculpture la plus grande d'Espagne. Il était prévu de la placer sur le sommet du temple, mais au début de la Guerre Civile elle a été fondue pour fabriquer des armes, le 25 juillet 1936. Après la Guerre, les salésiens ont chargé Josep Miret de faire une réplique de l'oeuvre originale. La nouvelle sculpture était un peu plus petite (7,5 m). Elle a été inaugurée le 10 octobre 1961, année des soixante-quinze ans de la visite de Jean Bosco à Barcelone et des cinquante de l'inauguration du temple.
Le Christ a les bras étendus, comme une sorte  de protection envers la ville de Barcelone, étendue à ses pieds. La sculpture a été restaurée en 2002, à l'occasion du centenaire de la pose de la première pierre du temple.